# Ri Yong-mu
Ri Yong-mu (sinh ngày 25 tháng 1 năm 1925 - mất ngày 27 tháng 1 năm 2022) là một sĩ quan cấp cao trong Quân đội Nhân dân Triều Tiên, mang quân hàm Phó Nguyên soái. Ông nguyên là Ủy viên Bộ Chính trị, nguyên Phó Chủ tịch Ủy ban Quốc phòng Triều Tiên.

## Tiểu sử
Ri Yong-mu sinh ngày 25 tháng 1 năm 1925 ở Pyongan Nam dưới thời kỳ Triều Tiên bị Nhật Bản chiếm đóng. Ông tốt nghiệp Trường Chính trị Trung ương 2. Tháng 6 năm 1947, Ri Yong-mu gia nhập Đội Cảnh vệ Trung ương. Sau khi thành lập nước Cộng hòa Dân chủ Nhân dân Triều Tiên, Ri Yong-mu được bổ nhiệm làm tùy viên quân sự của Đại sứ quán Triều Tiên tại Trung Quốc.
Tháng 6 năm 1964, Ri Yong-mu được bổ nhiệm làm Phó Cục trưởng Thứ nhất Tổng cục Chính trị Quân đội Nhân dân Triều Tiên, cùng tháng Ri Yong-mu được phong quân hàm Trung tướng.
Tháng 11 năm 1970, tại Đại hội Đảng Lao động Triều Tiên lần thứ 5, Ri Yong-mu được bầu làm Ủy viên Ủy ban Trung ương Đảng Lao động Triều Tiên. Tháng 8 năm 1973, Ri Yong-mu được phong quân hàm Thượng tướng, đồng thời bổ nhiệm giữ chức vụ Cục trưởng Tổng cục Chính trị Quân đội Nhân dân Triều Tiên. Tháng 6 năm 1974, Ri Yong-mu được bầu làm Ủy viên Bộ Chính trị Đảng Lao động Triều Tiên.
Tháng 10 năm 1977, Ri Yong-mu bị miễn nhiệm tất cả các chức vụ, được điều xuống làm Quản lý viên lâm trường Lưỡng Giang đạo. Tuy nhiên, tháng 1 năm 1985, Ri Yong-mu đã được trọng dụng lại sau khoảng một thập niên và được phân công đảm nhiệm chức vụ Phó Ủy viên trưởng Ủy ban nhân dân Lưỡng Giang đạo.
Tháng 11 năm 1988, tại Hội nghị toàn thể Ủy ban Trung ương Đảng Lao động Triều Tiên lần thứ 14, Đảng Lao động Triều Tiên lần thứ 6, Ri Yong-mu được bầu làm Ủy viên dự khuyết Ủy ban Trung ương Đảng Lao động Triều Tiên.
Tháng 2 năm 1989, Ri Yong-mu được bổ nhiệm làm Cục trưởng Cục Chính trị, Bộ An ninh Xã hội Triều Tiên.
Tháng 6 năm 1989, tại Hội nghị toàn thể Ủy ban Trung ương Đảng Lao động Triều Tiên lần thứ 16, Đảng Lao động Triều Tiên lần thứ 6, Ri Yong-mu được bầu làm Ủy viên chính thức Ủy ban Trung ương Đảng.
Tháng 12 năm 1991, Ri Yong-mu được bổ nhiệm làm Cục trưởng Cục Chính trị kiêm Chủ tịch Ủy ban Giao thông Chính vụ viện.
Tháng 9 năm 1998, Ri Yong-mu được bổ nhiệm giữ chức vụ Phó Chủ tịch Ủy ban Quốc phòng Triều Tiên, đồng thời tấn phong quân hàm Thứ soái, tức Phó Nguyên soái Quân đội Nhân dân Triều Tiên. Ông được bầu tái đắc cử Phó Chủ tịch Ủy ban Quốc phòng vào năm 2003 và năm 2009.
Tháng 9 năm 2010, tại Hội nghị toàn quốc Trung ương Đảng lần thứ 3, Ri Yong-mu được bầu làm Ủy viên Bộ Chính trị Đảng Lao động Triều Tiên. Ngày 11 tháng 4 năm 2012, Hội nghị toàn quốc Trung ương Đảng Lao động Triều Tiên lần thứ 4 đã bầu Ri Yong-mu tái đắc cử Ủy viên Bộ Chính trị. Năm 2014, Ri Yong-mu được Hội đồng Nhân dân Tối cao bầu lại làm Phó Chủ tịch Ủy ban Quốc phòng Triều Tiên.
Tháng 6 năm 2016, tại kỳ họp lần thứ tư của Hội nghị Nhân dân Tối cao khóa XIII (tức Quốc hội) Triều Tiên, Ủy ban Quốc vụ đã được thành lập thay thế cho Ủy ban Quốc phòng, Ri Yong-mu không được bầu lại làm thành viên và Phó Chủ tịch của Ủy ban Quốc vụ.
Ông qua đời sau một cuộc chiến với Nhồi máu cơ tim vào ngày 27 tháng 1 năm 2022, hưởng thọ 97 tuổi.